# Маркус Джозеф
Маркус Джозеф (англ. Marcus Joseph, нар. 29 квітня 1991, Поїнт-Фортін) — тринідадський футболіст, атакувальний півзахисник та нападник клубу «Гокулам Керала». Виступав, зокрема, за клуби «Джо Паблік» та «Сентрал», а також національну збірну Тринідаду і Тобаго.

## Клубна кар'єра
У дорослому футболі дебютував виступами за команду клубу «Юнайтед Петротрин», в якій провів тридцять сезонів. Своєю грою за цю команду привернув увагу представників тренерського штабу клубу «Джо Паблік», до складу якого приєднався 2010 року. Відіграв за тринідадську команду наступні два сезони своєї кар'єри. У складі «Джо Паблік» був одним з головних бомбардирів команди, маючи середню результативність на рівні 0,43 голу за гру першості. 2012 року уклав контракт з клубом T&TEC, у складі якого провів наступний рік своєї кар'єри гравця. Більшість часу, проведеного у складі команди був гравцем основи. В новому клубі був серед найкращих голеодорів, відзначаючись забитим м'ячем у середньому щонайменше у кожній третій грі чемпіонату.
З 2013 року два сезони захищав кольори команди клубу «Пойнт Фортін». Граючи у складі клубу також здебільшого виходив на поле в основному складі. І в цій команді продовжував регулярно забивати, в середньому 0,72 рази за кожен матч чемпіонату. У сезоні 2013/14 років став найкращим бомбардиром чемпіонату Тринідаду і Тобаго.
З 2015 року два сезони захищав кольори команди клубу «Сентрал». І в цій команді продовжував регулярно забивати, в середньому 0,6 рази за кожен матч чемпіонату. Протягом 2017—2018 років захищав кольори команди клубу «Дабл-Ю Конекшн».
До складу клубу «Гокулам Керала» приєднався в січні 2019 року. Там він возз'єднався зі своїм співвітчизником Ендрю Етьєном. 10 січня 2019 року дебютував у футболці нового клубу в поєдинку проти «Черчілл Бразерс», а на 14-й хвилині матчу Маркус відзначився своїм дебютним голом. Згодом до них приєднався ще один трінідадець, Натаніель Гарсія. Грав у кубку Дюранду 2019, де виграв Золотий м'яч та Золоту бутсу за важливий внесок у завоюванні трофею «Гокулам Керала».

## Виступи за збірні
Викликався до юнацьких та молодіжних збірних Тринідаду і Тобаго. На молодіжному рівні зіграв у 13 офіційних матчах, забив 4 голи.
За головну національну команду Тринідаду і Тобаго дебютував 23 березня 2013 року в товариському матчі проти Белізу, який закінчився з рахунком 0:0. Свій перший гол за збірну форвард провів 19 березня 2016 року в ворота Гренади. Цей поєдинок завершився внічию — 2:2. 10 листопада 2019 року, виступаючи за індійський клуб «Гокулам Керала», відзначився 5-а голами в переможному (11:0) поєдинку проти Ангільї.

## Статистика виступів

### Клубна
Станом на 24 серпня 2019
| Клуб              | Сезон             | Ліга  | Ліга | Ліга   | Кубок | Кубок | Кубок  | АФК   | АФК  | АФК    | Загалом | Загалом | Загалом |
| Клуб              | Сезон             | Матчі | Голи | Асисти | Матчі | Голи  | Асисти | Матчі | Голи | Асисти | Матчі   | Голи    | Асисти  |
| ----------------- | ----------------- | ----- | ---- | ------ | ----- | ----- | ------ | ----- | ---- | ------ | ------- | ------- | ------- |
| «Гокулам Керала»  | 2018–19           | 9     | 7    | 0      | 0     | 0     | 0      | —     | —    | —      | 9       | 7       | 0       |
| «Гокулам Керала»  | 2019–20           | 1     | 1    | 0      | 5     | 11    | 0      | 0     | —    | —      | 6       | 12      | 0       |
| Усього за кар'єру | Усього за кар'єру | 10    | 8    | 0      | 5     | 11    | 0      | 0     | 0    | 0      | 15      | 19      | 0       |

### Статистика виступів за збірну

#### Матчі
| Дата     | Місто        | Господарі | Результат | Гості             | Турнір                                        | Голи | Примітки |
| -------- | ------------ | --------- | --------- | ----------------- | --------------------------------------------- | ---- | -------- |
| 6-9-2019 | Фор-де-Франс | Мартиніка | 1 – 1     | Тринідад і Тобаго | Ліга націй КОНКАКАФ 2019-2020 - Груповий етап | -    |          |
| Усього   |              | Матчів    | 17        |                   | Голів                                         | 1    |          |

### Голи
Рахунок та результат збірної Тринідад і Тобаго в таблиці подано на першому місці.
| №  | Дата              | Місце                                                              | Суперник | Рахунок | Результат | Змагання         |
| -- | ----------------- | ------------------------------------------------------------------ | -------- | ------- | --------- | ---------------- |
| 1. | 19 березня 2016   | Легкоатлетичний стадіон ім. Джеймса Кірані, Сент-Джорджес, Гренада | Гренада  | 2–2     | 2–2       | Товариський матч |
| 2. | 10 листопада 2019 | Ато Болдон, Кува, Тринідад і Тобаго                                | Ангілья  | 2–0     | 15–0      | Товариський матч |
| 3. | 10 листопада 2019 | Ато Болдон, Кува, Тринідад і Тобаго                                | Ангілья  | 6–0     | 15–0      | Товариський матч |
| 4. | 10 листопада 2019 | Ато Болдон, Кува, Тринідад і Тобаго                                | Ангілья  | 7–0     | 15–0      | Товариський матч |
| 5. | 10 листопада 2019 | Ато Болдон, Кува, Тринідад і Тобаго                                | Ангілья  | 8–0     | 15–0      | Товариський матч |
| 6. | 10 листопада 2019 | Ато Болдон, Кува, Тринідад і Тобаго                                | Ангілья  | 11–0    | 15–0      | Товариський матч |

## Досягнення

### Клубні
- Про ліга Тринідада і Тобаго
  -  Чемпіон (4): 2009, 2015/16, 2016/17, 2018

- Кубок Тринідада і Тобаго
  -  Володар (1): 2009

- Клубний чемпіонат Карибського футбольного союзу
  -  Чемпіон (1): 2016

«Гокулам Керала»
- Кубок Дюранду
  -  Володар (1): 2019[4]

### Індивідуальні
- Найкращий бомбардир Про ліги Тринідада і Тобаго (1): 2013/14
- Золотий м'яч Кубку Дюранду 2019
- Золота бутса Кубку Дюранду 2019